# 中筋村 (愛媛県)
中筋村（なかすじむら）は、1955年（昭和30年）まで愛媛県東宇和郡にあった村である。
現在の西予市の中部、宇和川の支流の一つ富野川流域の農山村である。昭和の合併で野村町、さらに平成の合併で西予市となり、現在に至っている。

## 地理
現在の西予市の中部。宇和川（肱川の上流の別称）の支流の富野川、あるいはさらにその支流の高瀬川流域。河岸段丘が形成され集落は分散している。
地名の由来
藩政期に中筋組とよばれていたことから。

## 歴史
藩政期
- 宇和島藩領。
- 1825年（文政8年） - 高瀬村騒動。
年貢が支払えない農家が庄屋による家屋没収に反発し隣藩の大洲藩大洲城下に脱出、大洲の興禅寺にて両藩立会いの上、宇和島藩に引き渡された。庄屋は追放、騒動の頭取は島流し又は所替えの両成敗の処置が下された。

明治以降
- 1889年（明治22年）12月15日 - 町村制・市制施行時に、高瀬（たかせ）、富野川（とみのかわ）、平野（ひらの）、蔵良（くらら）の4箇村の合併により中筋村となる。
- 1929年（昭和4年） - 中筋郵便取扱所開設。
- 1950年（昭和25年） - 国鉄バスによる野村 - 頭王の路線バス運行開始。
- 1955年（昭和30年）2月11日 - 野村町ほか4箇村との合併により野村町となる。

```
中筋村の系譜
（町村制実施以前の村）　（明治期）
　　　　　　　　　　　　町村制施行時
高瀬　　━━━━┓
富野川　━━━━╋━━━　中筋村　━━━━━━━━━━━┓
平野　　━━━━┫　　　　　　　　　　　　　　　　　　　┃
蔵良　　━━━━┛　　　　　　　　　　　　　　　い　　　┃　　　う
　　　　　　　　　　　　　　野村　━━━━┳━野村町━━╋━　野村町　━━━━━┓
　　　　　　　　　　　　　　　　　　　　あ┃　　　　　　┃　　　　　　　　　　　┃
　　　　　　　　　　　　　渓筋村　━━━━┻━━━━━━┫　　　　　　　　　　　┃
　　　　　　　　　　　　　貝吹村　━━━━━━━━━━━┫　　　　　　　　　　　┃
　　　　　　　　　　　　　横林村　━━━━━━━━━━━┫　　　　　　　　　　　┃　　　え
　　　　　　　　　　　　　惣川村　━━━━━━━━━━━┛　　　　　　　　　　　┣━　西予市
　　　　　　　　　　　　　　　　　　　　　　　　　　　　　　　明浜町　━━━━━┫
　　　　　　　　　　　　　　　　　　　　　　　　　　　　　　　宇和町　━━━━━┫
　　　　　　　　　　　　　　　　　　　　　　　　　　　　　　　城川町　━━━━━┫
　　　　　　　　　　　　　　　　　　　　　　　　　　　　　　　三瓶町　━━━━━┛

あ - 大正3年1月1日、渓筋村大字四郎谷字馬地を野村へ境界変更
い - 大正11年1月1日、町制施行
う - 昭和30年2月11日、合併
え - 平成16年4月1日、合併
（注記）野村等の旧村の状況、明浜町以下の昭和の合併以前の系譜はそれぞれの記事を参照のこと。

```

## 地域
明治の合併前の村である、高瀬、富野川、平野、蔵良の4か村がそのまま大字となり、野村町となってからも続いた。西予市になってからは「大字」は省く（例: 西予市野村町高瀬）。高瀬、富野川は御在所山 (668m) など、いずれも三方を500ないし600m級の山々に囲まれた山村で、谷底平地に水田が開かれ、集落が点在する。平野は富野川の右岸、蔵良は左岸地域。いずれも台地が開墾され畑作が営まれている。
中筋村として成立時人口2,289人、野村町として合併時577戸、3,330人。

## 行政
役場
大字高瀬に置かれていた。

## 産業
農業
米、茶、シイタケ、栗、木蝋などを産した。
林業

工業
高瀬には和紙製造を営む菊池製造工場があった。

## 交通
村内には鉄道はない。富野川にほぼ沿って村を南北に貫通する道路が街へとつながる道（現在の県道）。